# Крив'янська
Кривлянська, Крив'янська (рос. Кривянская) — станиця, центр Крив'янського сільського поселення Октябрського району Ростовської області.
Станиця розташована за 3 км на схід від Новочеркаська над річкою Крива, біля річок Аксай й Тузлова.
Населення на 2010 рік — 10423 особи.
У Крив'янській 2 середні школи.

## Історія
У 1747 році у Кривому стані над єриком Кривчик закладена дерев'яна каплиця. 1776 року закладений дерев'яний Покровський храм.
У 1790 році Кривий стан перейменовано на Крив'янську станицю.
На 1820 рік у Крив'янській нараховувалося 213 будинків, «які великою часткою дерев'яні»; було 1261 осіб (578 чоловіків, 483 жінок й 200 тимчасових мешканців). Також зазначається, що єдина станична вулиця «хоча й не пряма, проте широка й довга».
На 1859 рік Крив'янська козацька станиця відносилася до Кривянського юрту налічувала 375 дворових господарств; 2300 осіб (1111 чоловіків й 1189 жінок); православну церкву; цегельний завод.
У 1867 році при Покровському храмі працювало церковно-парохіяльне училище.
На 1873 рік Крив'янська станиця налічувала 550 дворових господарств; 3352 осіб (1662 чоловіків й 1690 жінок): у Крив'янському юрті було 593 дворових садиб, 6 кибиток й 12 недворових садиб; мешкала 3661 особа (1824 чоловіків й 1837 жінок).
1892 року у станиці зведений Тихоновський храм на честь єпископа Тихона Задонського за проектом архітектора Карла Кюнцеля.
У 1910-ті роки зведений кам'яний Покровський храм.
У 1938-1944 (з перервою на німецьку окупацію) Крив'янська була центром Кривянського району. Ростовської області. 1944 року район увійшов до Новочеркаського району.
За переписом 1959 року у станиці мешкало 5991 особа.
2016 року зведена каплиця Усіх Святих.

## Господарство
Кривлянці займаються вирощуванням овочів на присадибних теплицях. У станиці рибкомбінат, цегельний завод, лакофарбове підприємство «ЮгСинтезКолор». У 2-х км розташована Новочеркаська ГРЕС.